# ゴーメンタム・ステーション
ゴーメンタム・ステーション(英: GoMentum Station)は、米国コンコードのコンコード海軍兵器基地(CNWS)の跡地にあるコネクテッドカーと自動運転車の為の試験場である。

## 概要
CNWSの縮小により、コントラコスタ郡交通局(CCTA)によりCNWSの敷地がGoMentum Stationという名称で自動運転車の試験場として再利用され、2018年8月にはAAA Northern California, Nevada & Utah(AAA NCNU)が買収した。。
敷地面積は2100エーカー(約8.5平方km)、米国最大級の自動運転試験場である。2014年10月に、CCTAがGoMentum Station試験場を自動運転車の試験に使う事を以下のように発表した。「試験場は立ち入り禁止とし、自動運転車は試験場内に制限する。2100エーカーの試験場と19.6マイルの舗装道路により、CNWSは現在米国最大の安全な試験場だ。」。 メルセデスベンツは、車両と通信する信号機のようなスマートインフラを含む新しい自動車の技術を試験する許可を得たと発表した。 主要な他の施設には、高速走行試験に役立つ全長7マイルの道路とセンサの試験の為の1400フィートの1対のトンネルがある。
この会社のサイトに掲載されている約30社の協賛会社には、トヨタ、ホンダといった自動車製造業、Uber、Lyftといったライドシェア会社、中国の自動運転会社Baiduなどが名を連ねている。2015年夏に、アップルの特別プロジェクトグループのメンバーがGoMentumの代表者と会合を持ったという報道により、Apple Carプロジェクトがこの施設を使う事に興味を持っていると暗示させる発表があった。しかしその後アップルがこの施設を使っているという報告は無い。
2019年8月に、GoMentumはV2X試験施設を10月から運用開始することを発表した。